# شهرستان جکسون (میسیسیپی)
شهرستان جکسون، میسیسیپی (به انگلیسی: Jackson County, Mississippi) یک سکونتگاه مسکونی در ایالات متحده آمریکا است که در ایالت میسیسیپی واقع شده‌است.